# Maisons Lorquet
Les anciennes maisons Lorquet sont un immeuble classé du XVIIIe siècle situé dans la ville de Verviers en Belgique (province de Liège).

## Localisation
Ces maisons sont situées à Verviers, dans le quartier de Hodimont, aux nos 98, 100 et 102 de la rue Jules Cerexhe, une ancienne artère longeant la rive droite de la Vesdre et possédant plusieurs immeubles classés. Les maisons Lorquet forment un ensemble avec l'immeuble situé à droite aux nos 92, 94 et 96 qui présente une façade semblable et de la même époque que sa voisine mais ne fait pas l'objet d'un classement.

## Historique
La demeure (nos 98, 100 et 102) a été construite entre 1726 et 1728 pour François Lorquet, le premier propriétaire, qui a laissé son nom à la maison. Le rez-de-chaussée abrite un restaurant. L'immeuble voisin (nos 92, 94 et 96) est daté de 1725.

## Description
La façade des nos 98, 100 et 102 possède sept travées et trois niveaux (deux étages). Le soubassement est réalisé en pierre calcaire équarrie et le reste de la façade est élevé en brique avec encadrements en pierre calcaire. Toutes les baies de la maison possèdent des linteaux à claveaux passants un-sur-deux. Elles sont de hauteur dégressive par niveau. Les linteaux et les appuis sont reliés entre eux par des bandeaux de pierre calcaire. Au sommet de la façade, sur la travée centrale, on peut voir une ancienne lucarne monte-charge.
La façade des nos 92, 94 et 96 est assez similaire à la façade voisine de gauche. Les principales différences viennent de la plus grande largeur de la travée centrale et de l'ajout d'un quatrième niveau (troisième étage) érigé à la fin du XXe siècle.